# Pedro Teotónio Pereira
Pedro Teotónio Pereira (Lisboa, 7 de noviembre de 1902 - Ib., 14 de febrero de 1972) fue un político y diplomático portugués en tiempos del Estado Novo. Ejerció como embajador portugués en España desde 1938 hasta 1945, puesto desde el cual jugó un importante papel para mantener la neutralidad del bloque peninsular durante la Segunda Guerra Mundial. Posteriormente representó a su país en las embajadas de Estados Unidos y Reino Unido, siendo uno de los firmantes del Tratado del Atlántico Norte de 1949.

## Biografía
Pedro Teotónio Pereira nació el 7 de noviembre de 1902 en Lisboa, siendo el cuarto de cinco hermanos en una familia de alta alcurnia. Su padre João Teotónio Pereira (1869-1948) era el máximo accionista de la aseguradora Fidelidade, y su madre Virgínia Hermann von Boetischer (1871-1969) era hija de Maximilian August Hermann von Boetischer, ingeniero de origen prusiano ligado a la instalación del servicio telefónico en Portugal.
Tras haberse licenciado en Matemáticas por la Universidad de Lisboa, hizo estudios superiores de cálculo actuarial en Suiza y desde 1926 comenzó a trabajar en el sector asegurador, siguiendo la tradición familiar. Desde joven estuvo vinculado a movimientos políticos cercanos al Integralismo Lusitano, con un ideario católico y monárquico.
Estuvo casado desde 1926 y hasta el resto de su vida con Isabel Maria van Zeller Pereira Palha (1903-), hija de una familia de terratenientes, con la que tuvo tres hijos que conservaron el apellido materno.
Su hermano mayor Luís Teotónio Pereira (1895-1990) fue también diplomático de carrera. Otros familiares de trayectoria destacada fueron su sobrino Nuno Teotónio Pereira (1922-2016), uno de los renovadores de la arquitectura portuguesa, y João Teotónio Pereira (1960-2012), jefe de gabinete de Paulo Portas.

## Trayectoria política
La experiencia en el sector asegurador de Teotónio Pereira le llevó a que António de Oliveira Salazar, por aquel entonces primer ministro de Portugal, contase con él para diseñar la reforma de la seguridad social lusa. Este sistema se había introducido en 1919, pero nunca se pudo implementar debidamente por la crisis social y económica que atravesaba el país.
Con el establecimiento del régimen autoritario conocido como Estado Novo, fue asumiendo puestos superiores en el gobierno de Salazar, entre ellos la subsecretaría de Estado (1933-1936) y el ministerio de Comercio e Industria (1936-1937). Desde ese cargo preparó la estructura institucional y jurídica del corporativismo portugués, razón por la que se le consideraba uno de sus interlocutores más fiables.

### Embajador en España
Durante la Guerra Civil Española, Salazar nombró a Teotónio Pereira «agente especial» del gobierno portugués en el bando sublevado, al cual apoyaban. En un principio, su elección era transitoria y destinada sólo a reconocer al general Francisco Franco como único líder del país. No obstante, al llegar a Salamanca en enero de 1938, el diplomático luso se sintió contrariado por las simpatías entre los «nacionales» y los enviados especiales de la Italia fascista y la Alemania nazi, quienes apoyaban la sublevación contra la República y eran los principales rivales de Portugal en las colonias africanas.
Teotónio Pereira sugiere a Salazar que el gobierno portugués reconociera al bando sublevado como único gobierno legítimo de España. Después de ser confirmado embajador en junio de 1938, el diplomático se concentró en reforzar las relaciones bilaterales con los españoles y en convertirse en una personalidad influyente para el gobierno franquista. Esto le llevó a enfrentarse abiertamente con alemanes e italianos, quienes le percibían como una amenaza por la tradicional alianza anglo-portuguesa. En su primera reunión con Franco, el 31 de enero de 1939, consigue su compromiso de que los intereses portugueses nunca se verían amenazados, ratificado en el Tratado de Amistad y No Agresión Luso-Español.
Con el estallido de la Segunda Guerra Mundial, el embajador se mostraba preocupado por las negociaciones de España con la Alemania nazi para combatir del lado de las potencias del Eje, lideradas por Ramón Serrano Suñer. Bajo las órdenes de Salazar, al que le interesaba mantener la neutralidad de Portugal por razones territoriales y de estabilidad de su régmen, Teotónio Pereira tuvo como misión arrastrar a España al bloque de países neutrales. Ante el temor de una invasión germana, llegó a escribir a Salazar que «los dirigentes de España no parecen entender el peligro que les amenaza». A raíz del fracaso de la entrevista de Hendaya en 1940 se incrementaron las conversaciones con los españoles, quienes querían dos cosas: reforzar su autonomía frente al Eje, y la garantía de que los Aliados no desembarcarían en las costas portuguesas. El resultado fue la presentación del Pacto Ibérico en febrero de 1942, por el que se aceptan las fronteras existentes y se negará apoyo a terceras potencias en caso de agresión.
Tanto el embajador estadounidense Carlton J. H. Hayes como el británico Samuel Hoare, ambos destinados en Madrid en aquella época, han valorado el trabajo de Teotónio Pereira en defensa de la neutralidad ibérica.
En julio de 1945, el gobierno franquista le condecoró con la Gran Cruz de la Orden de Carlos III, la mayor distinción civil española.

### Resto de trayectoria

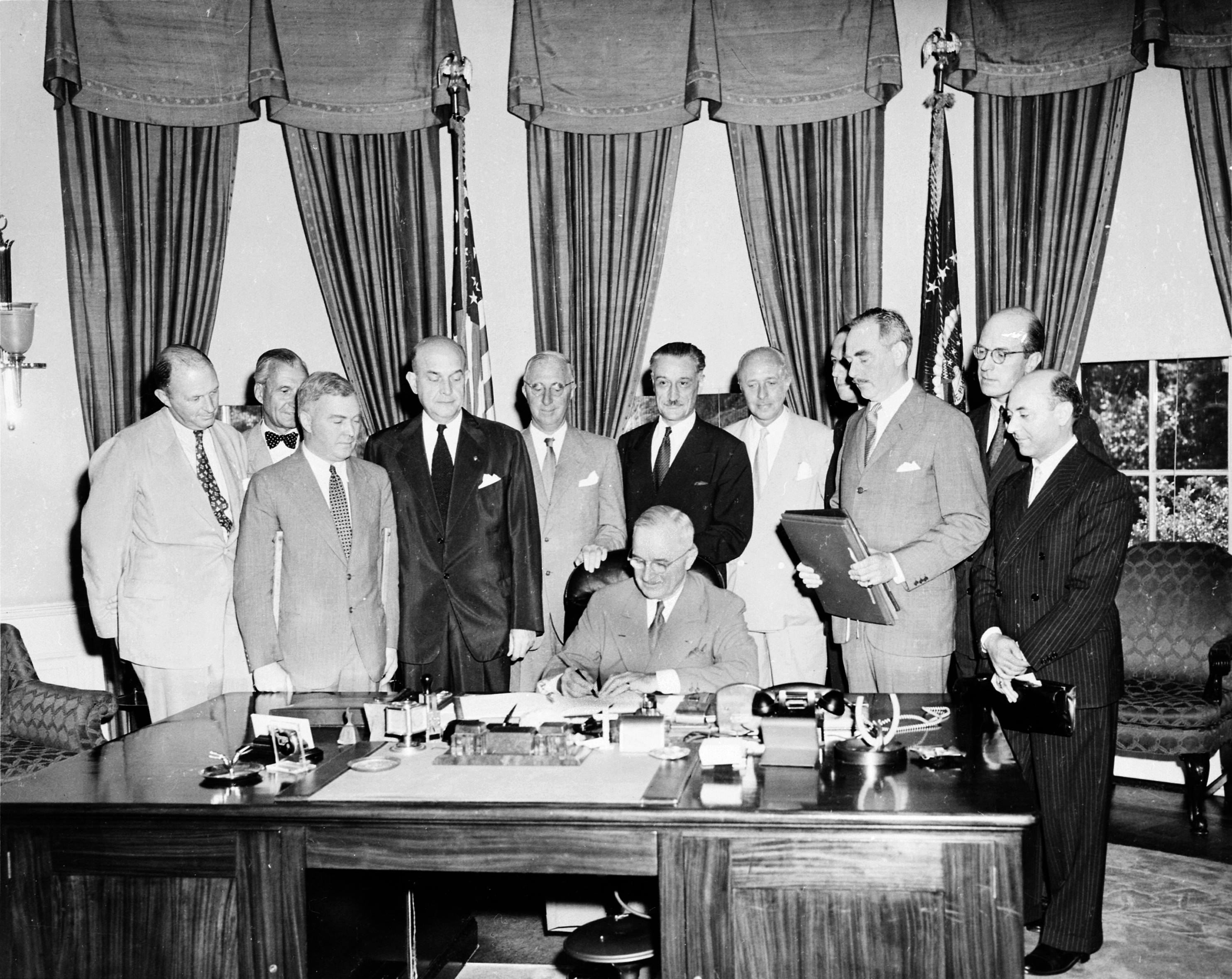
Harry S. Truman firma el Tratado del Atlántico Norte. Teotónio Pereira es el cuarto hombre por la derecha.

Al terminar la Segunda Guerra Mundial, Pedro Teotónio Pereira fue nombrado embajador portugués en Brasil (1945-1947) y después se le destinaría a Washington D. C. para el consulado en los Estados Unidos (1947-1950). El 4 de abril de 1949 fue uno de los dos representantes de Portugal, junto al ministro de Exteriores José Caeiro da Mata, que firmaría el Tratado del Atlántico Norte para la fundación de la OTAN.
El diplomático también fue representante portugués en Reino Unido (1953-1958), ministro de Presidencia (1958-1961), y de nuevo embajador en Estados Unidos (1961-1963).
En el final de su vida se mantuvo alejado de la política debido a la enfermedad de Parkinson, diagnosticada en su último año de embajador. Pedro Teotónio Pereira falleció el 14 de febrero de 1972, a los 69 años.

## Otras consideraciones
Teotónio Pereira era un reconocido amante de la navegación marítima. En 1953, durante su estancia en Londres, se asoció con el abogado Bernard Morgan para organizar la primera edición de la regata de veleros de mástiles altos. Ocho años después negoció la compra a Brasil del velero NRP Sagres, que hoy es el principal buque escuela de la Marina Portuguesa.
En 1955, Salazar contó con su colaboración para crear la Fundación Calouste Gulbenkian.